# David Bingham
David Matthew Bingham (* 19. Oktober 1989 in Castro Valley) ist ein US-amerikanischer Fußballspieler, der meist als Torwart eingesetzt wird. Er steht derzeit bei den LA Galaxy unter Vertrag.

## Karriere

### Jugend und College
Bingham spielte während seiner Zeit an der University of California, Berkeley für die Fußballmannschaft seiner Universität, die California Golden Bears. In seinem ersten Jahr am College war er der zweite Torwart hinter Stefan Frei.

### San José Earthquakes
Bingham unterzeichnete kurz nach dem MLS SuperDraft 2011 einen Generation-Adidas-Vertrag bei der Major League Soccer. Da der Superdraft schon vorüber war, wurde er in einem speziellen Lotterieverfahren den San José Earthquakes zugelost. Seit seiner Kindheit war er ein Fan dieses Vereins gewesen.
Nachdem er in den ersten Jahren keine große Rolle im Team der Earthquakes gespielt hatte und auch zweimal verliehen worden war, konnte er sich im Laufe der Saison 2015 als Stammtorhüter etablieren. Weitere Spielzeiten für San José folgten, bevor er 2017 für drei Spielzeiten, in denen er Stammtorwart blieb, zu LA Galaxy wechselte. Bei den Portland Timbers, für die er nach einem Jahr Vereinslosigkeit ab 2022 unter Vertrag stand, blieben seine Aufgaben auf die Ersatzrolle beschränkt. Seit Ende Januar 2024 steht er bei Charlotte FC unter Vertrag.

### Nationalmannschaft
Am 5. Februar 2016 gab Bingham sein Debüt für die Fußballnationalmannschaft der Vereinigten Staaten. Das Spiel gegen die Kanadische Fußballnationalmannschaft endete 1:0 für die USA.

## Privates
Bingham hat eine Schwester. Kimberly Bingham ist eine ehemalige Fußballtorhüterin und spielte in der Frauen-Fußballnationalmannschaft der Vereinigten Staaten.